# Cegeka Arena
La Cegeka Arena, anciennement Fenixstadion (littéralement Stade du Phénix) puis Cristal Arena puis Luminus Arena, est le stade du K. RC Genk, en Belgique. Sa capacité actuelle est de 25 956 places.

## Histoire
Le stade est celui qui hébergea pendant de longues saisons l'équipe de Waterschei SV Thor. Il porta le nom de stade André Dumont (en néerlandais André Dumontstadion) jusqu'en 1990.
En 1988 eut lieu la fusion de ce club avec le FC Winterslag pour former le K. RC Genk. La nouvelle équipe évolua pendant deux ans dans le stade du FC Winterslag, le Nordlaanstadion, pendant la rénovation du stade André Dumont, essentiellement pour y ériger une nouvelle tribune.

## Changements de nom
Depuis 1990, l’équipe du K. RC Genk évolue dans le stade, rebaptisé alors Thyl Gheyselinckstadion, du nom du manager de Waterschei SV Thor, principal artisan de la fusion des deux clubs. Cependant, il fut également l’un des instigateurs du démantèlement et de la fermeture des mines du Limbourg. Devant les protestations de nombreux supporters, assorties de pétitions, gestes symboliques de boycott du stade, le stade fut rapidement renommé Fenixstadion.
Le 1er juin 2007, la société Cristal Alken a acheté le nom pour une durée de cinq ans. L’enceinte porte donc le nom de Cristal Arena pendant la durée du contrat.
En juin 2016, le stade change à nouveau de nom pour devenir la Luminus Arena.

## Modernisation du stade
La conquête du titre national en 1999 incita les dirigeants du K. RC Genk à poursuivre l'amélioration de leur stade. Les tribunes debout au nord derrière un des buts et la grande tribune latérale furent démolies et remplacées par de nouvelles, ne comprenant que des places assises.
En 2002, la dernière partie, la tribune au sud, derrière l'autre but de l'enceinte, a été à son tour rénovée.

## Galerie

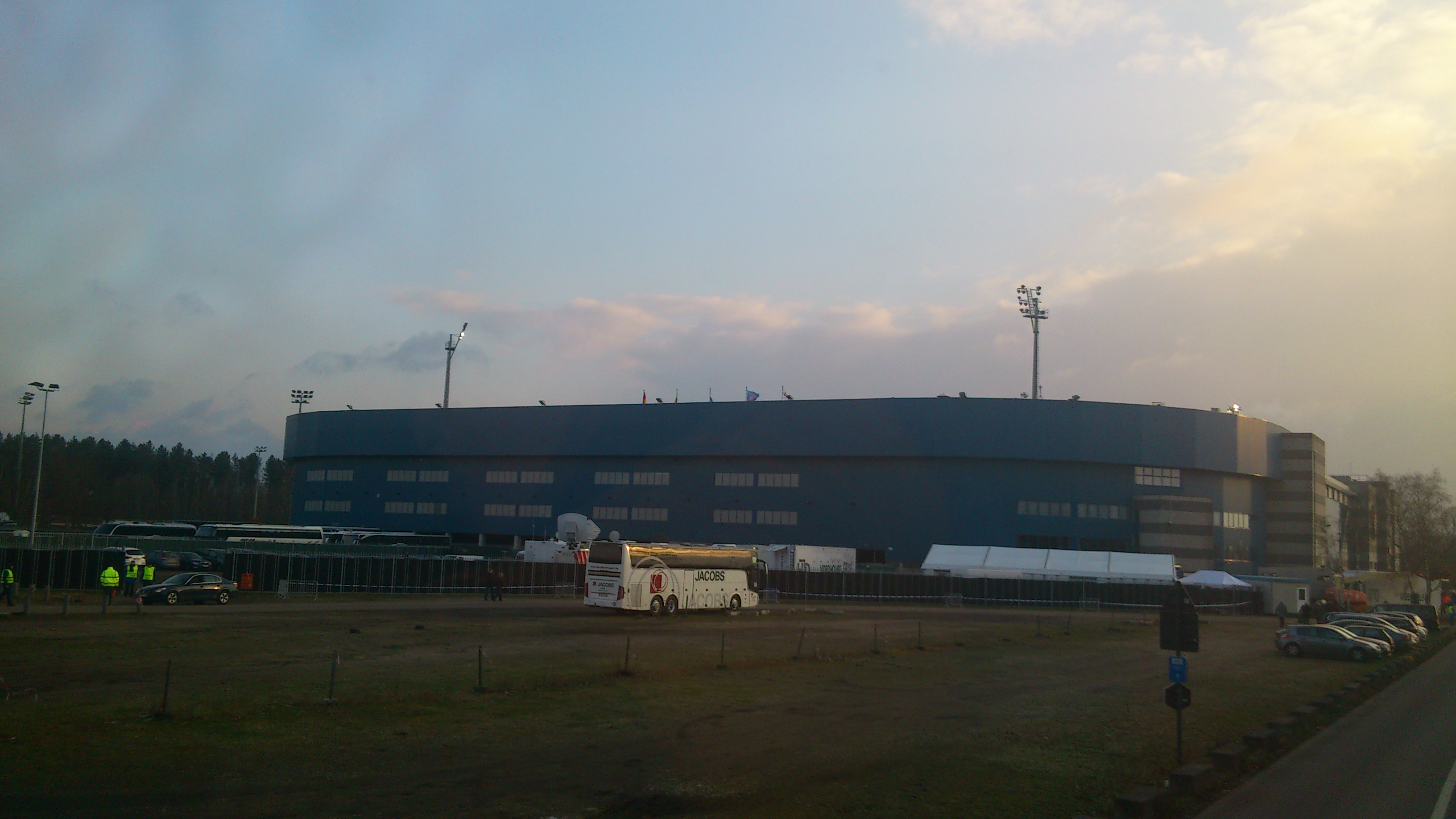
Vue extérieure de la Cristal Arena
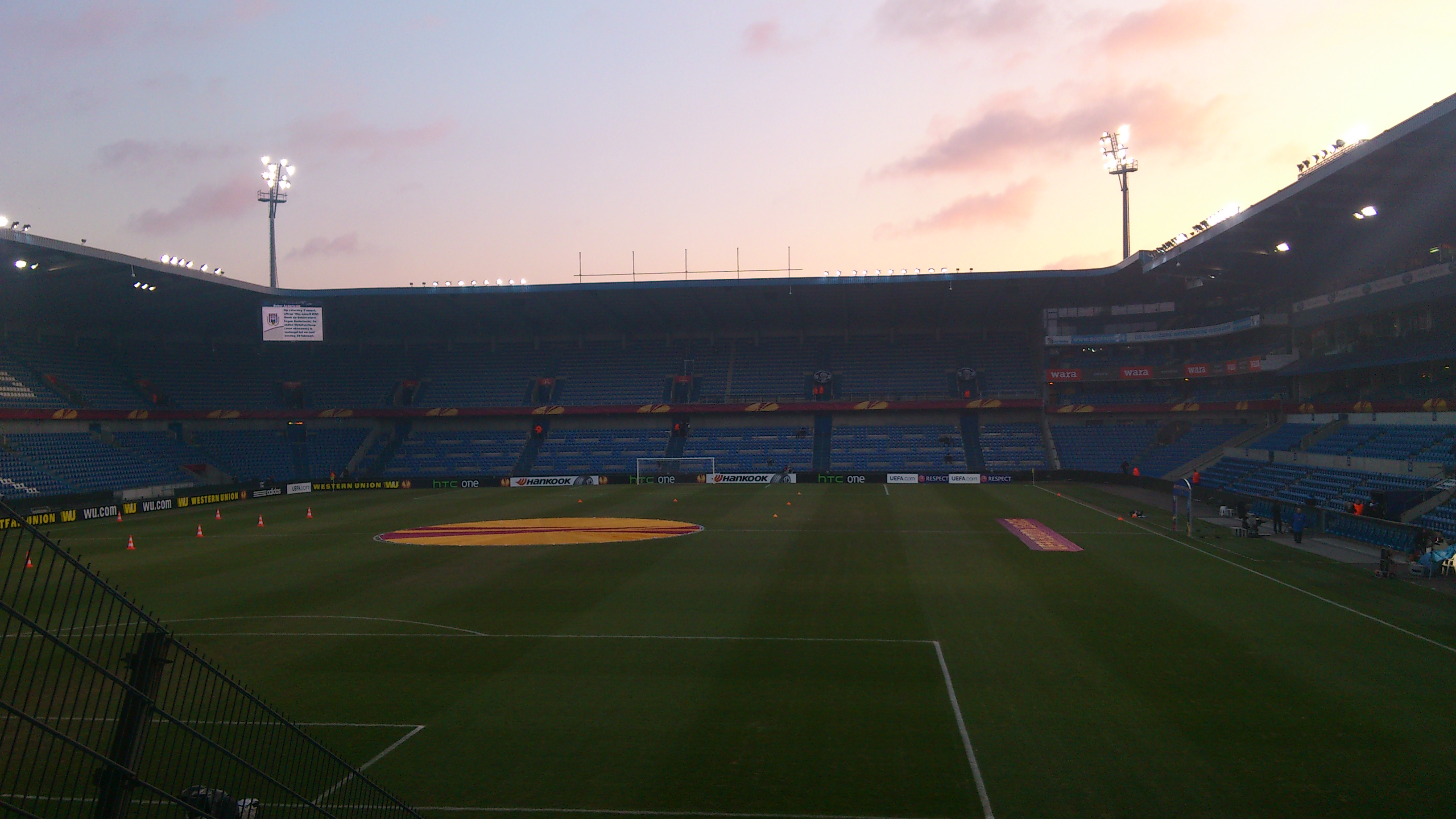
Le stade un soir de Ligue Europa
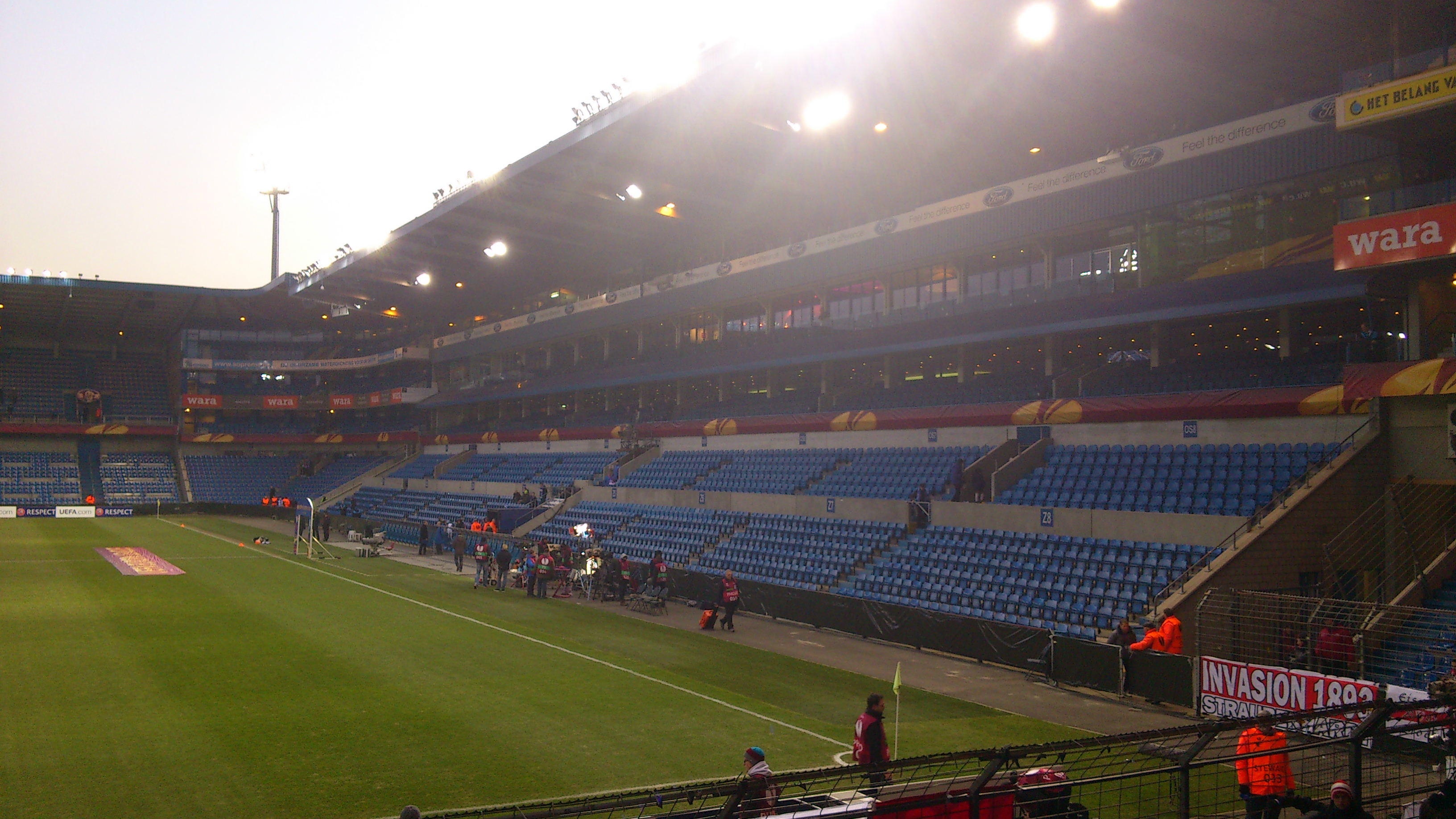
Tribune avec loges
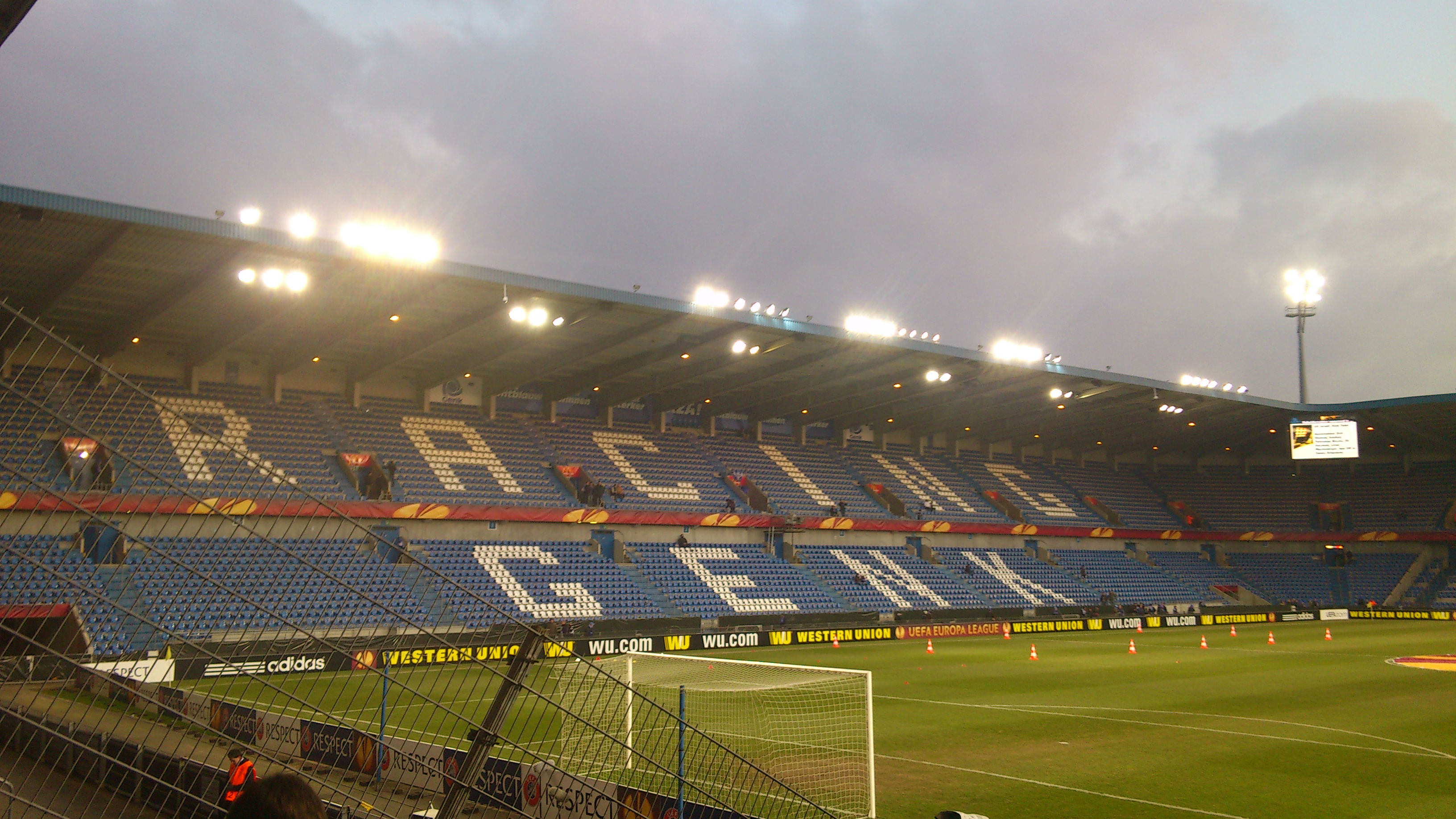
Tribune opposée aux loges
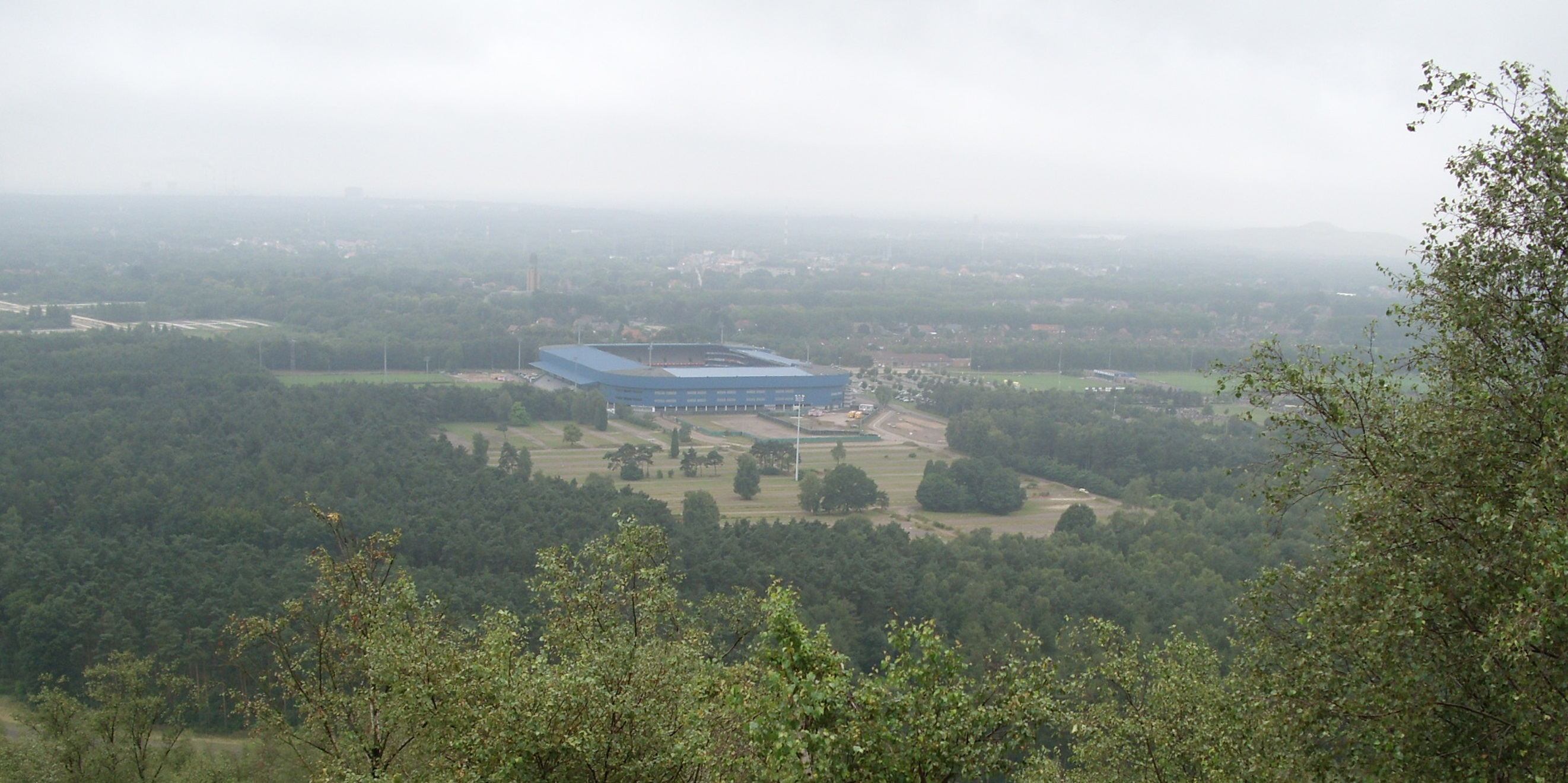
Vue aérienne du stade

## Sources
- Site de la Fédération belge de football